# Pleasant Hill, Missouri
Pleasant Hill är en ort i Cass County i delstaten Missouri, USA.